# Helmut Sohmen
Helmut Sohmen (* 10. Dezember 1939 in Linz) ist ein österreichischer Jurist und Manager in Hongkong.
2012 war er in der Forbes-Liste mit einem geschätzten Vermögen von 1,3 Milliarden Dollar auf Platz 960 fünftreichster Österreicher. 2009 war er in der  „Liste der reichsten Hongkonger“ auf Platz 13. 2016 wurde sein Vermögen von Forbes auf 2,3 Mrd. Dollar geschätzt (Rang 771 der Forbes-Liste The World’s Billionaires). Auf der Liste der reichsten Österreicher nimmt er damit mittlerweile Platz 7 ein.

## Leben
Sohmen wuchs in Linz auf und maturierte 1958 am Bundesrealgymnasium Linz Fadingerstraße mit Auszeichnung. Er begann das Studium der Rechtswissenschaft an der Universität Wien, setzte es mit einem Fulbright-Stipendium an der University of Connecticut in den USA fort und promovierte schließlich in Wien.
Noch vor seinem Berufseinstieg heiratete er 1967 Anna Pui Hing Pao, die Tochter des Reeders Yue-Kong Pao, die er während des Studiums in Kanada kennengelernt hatte. Sohmen ist Vater von drei Söhnen. Anna Pui Hing Sohmen-Pao nahm verschiedene Funktionen in Hongkong an und wurde unter anderem Mitglied der Politischen Konsultativkonferenz des chinesischen Volkes. Seit 2005 ist Anna Pui Hing Sohmen-Pao Trägerin des Ordens Silver Bauhinia Star.

## Beruflicher Werdegang
Seine erste Anstellung erfolgte als Rechtsberater der Royal Bank of Canada in Montreal. Helmut Sohmen unterbrach später seine beruflichen Tätigkeit mehrmals, um zum Master of Comparative Law sowie zum Master of Laws zu graduieren.
1970 ging er mit seiner Familie nach Hongkong, wo sein Schwiegervater, Sir Yue-Kong Pao, eine der größten Reedereien der Welt besaß, um dort in dessen Geschäft einzusteigen.
Nach Stationen auf den Bermudas (1974) und in London (1977) übersiedelte er 1981 endgültig nach Hongkong, wo er zunächst von 1985 bis 1989 Generaldirektor und größter Aktionär der Hongkong Dragon Airlines Limited (heutige Cathay Dragon) war.
Ab 1986 stand er der World-Wide Shipping Group seines Schwiegervaters als Chairman und Präsident vor.
2003 erwarb sein Unternehmen die Mehrheit an der norwegischen Bergesen-Flotte, seither nannte sich sein Schifffahrtsimperium Bergesen-Worldwide (heute BW Group). Zu seinem Konzern gehören 140 Tankschiffe und mehr als 4500 Mitarbeiter (2010).

## Funktionen
- 1984 bis 1996 zunächst Aufsichtsratsmitglied und von 1996 bis 2005 stellvertretender Vorsitzender des Aufsichtsrates der HSBC, von 1990 bis 2007 auch Aufsichtsratsmitglied der Muttergesellschaft HSBC Holdings Plc, London.
- bis 1994 Direktor der Harbour Center Development Limited (Hongkonger Reedervereinigung), Hongkong
- Präsident des Baltic and International Maritime Council, Kopenhagen
- Mitglied des Hongkonger Parlaments
- Vorsitzender der Hongkong-Austrian Association, Wien.
- 1986 bis 2001 Vorstandsmitglied und 2001 bis 2006 Vorstandsvorsitzender der International Tanker Owners Pollution Federation, London
- 2000 bis 2008 Universitätsrat der Hong Kong University of Science and Technology
- 1986 bis 1989 zunächst Vizepräsident und 1989 bis 1990 Präsident der Hongkonger Handelskammer[3]
- 1996 bis 1998 Stellvertretender Vorsitzender und 1998 bis 2000 Vorsitzender des Pacific Basin Economic Council (PBEC)[4][5]
- 2000 Mitglied des APEC (Asia-Pacific Economic Cooperation) Business Advisory Council (in Verbindung mit dem Vorsitz bei PBEC)
- 1998 bis 2002 Mitglied im Präsidium des Hong Kong Club, dann von 2002 bis 2003 Vizepräsident und 2003 bis 2004 Präsident
- Vorsitzender der Hong Kong Academy for Performing Arts
- Vorsitzender der Kommission zur Überprüfung der Hongkonger Anti-Korruptionsbehörde
- Ehrenpräsident der Österreichischen Gesellschaft zur Förderung freundschaftlicher und kultureller Beziehungen zur VR China (ÖGCF)
- Stiftungspräsident der Sohmen-Fernost-Stiftung
- Mitglied des internationalen Beratergremiums des österreichischen Bundeskanzlers

## Auszeichnungen
- Ehrendoktorat der Hong Kong University of Science and Technology
- Ehrendoktorat der Hongkonger Akademie für darstellende Kunst
- 1990 Officer of the Most Excellent Order of the British Empire
- 1995 Nominierung in die Eminent Persons Group durch die EU-Kommission (16-köpfiges Beratergremium der beiden Wirtschaftsblöcke EU und ASEAN)
- 1995 Großes Goldenes Ehrenzeichen der Stadt Linz
- 1995 Auslandsösterreicher des Jahres im Auslandsösterreicher-Weltbund
- 1998 Schumpeter-Preis der Schumpeter-Gesellschaft
- 2009 Goldenes Ehrenzeichen des Landes Oberösterreich
- 2009 Reeder des Jahres

## Stiftungen
- 1987 Gründung der Egon-Sohmen-Foundation zum Gedenken an seinen Bruder Egon Sohmen (* 1930; † 1977). Die Stiftung fördert ökonomische Forschung und will sich in wichtige öffentliche Politikdebatten einbringen. Dazu initiiert sie eigene hochkarätig besetzte internationale Symposien sowie jährliche Vorlesungen an Hochschulen, an denen Egon Sohmen selbst gewirkt hat. Es wird eine eigene Publikation herausgegeben. Wissenschaftlicher Berater war bis 1999 Herbert Giersch, seit 2002 Bernd Hansjürgens.
- 1991 Gründung Sohmen-Fernost-Stiftung (SFEF – Sohmen-Far-East-Foundation), Vaduz, mit dem Ziel, jungen Österreichern erste Kontakte im asiatischen Wirtschaftsraum zu ermöglichen. Sitz des operativen Beirates der Stiftung ist seine Heimatstadt Linz. Qualifizierte Stipendiaten erhalten durch diese Zuwendungen die Möglichkeit, ihren Horizont zu erweitern und wirtschaftliche Kontakte zu knüpfen.
- 1993 Gründung der Sohmen-China-Stiftung zur Förderung der Österreichischen Gesellschaft zur Förderung freundschaftlicher und kultureller Beziehungen zur VR China (ÖGCF). Es werden eine Vielzahl kultureller und intellektueller Veranstaltungen unterstützt und Beihilfen für Besuchsprogramme, pädagogische Anliegen, Aktivitäten in Österreich und die Herausgabe einschlägiger Publikationen unterstützt. 1996 und 2003 wurden in Shanghai und 2003 in Peking auf dem Tian’anmen-Platz Ausstellungen mitorganisiert.
- 2008 Ausschreibung des Helmut-Sohmen-Kompositionspreises, dotiert mit 15.000 £ anlässlich des Haydnjahres 2009 an der Universität für Musik und darstellende Kunst Wien und parallel dazu an der Musikuniversität Hongkong. Preisträger waren in Wien Thomas Wally und in Hongkong Lok Yin Tang.